# Pawel Wadimowitsch Krotow
Pawel Wadimowitsch Krotow (russisch Павел Вадимович Кротов; * 24. April 1992 in Jaroslawl; † 25. März 2023) war ein russischer Freestyle-Skier. Er war auf die Disziplin Aerials (Springen) spezialisiert.

## Biografie
Krotow nahm ab Januar 2009 im Europacup teil und erzielte im März 2011 die ersten Podestplätze. Sein Debüt im Freestyle-Weltcup hatte er am 16. Januar 2011 in Mont Gabriel, wo er auf den 34. Platz sprang. Die ersten Weltcuppunkte gewann er fünf Tage später mit Platz 23 in Lake Placid. Zum Abschluss der Saison siegte er bei den russischen Meisterschaften. Überraschend gewann er am 15. Januar 2012 das Weltcupspringen in Mont Gabriel; es war dies erst seine dritte Teilnahme im Weltcup. Verletzungsbedingt verpasste er fast die gesamte Saison 2012/13. Nach drei Top-10-Platzierungen zu Beginn der Saison 2013/14 sprang er bei den Olympischen Winterspielen 2014 in Sotschi auf den 10. Platz.
In der Saison 2014/15 erzielte Krotow vier Top-10-Platzierungen im Weltcup, darunter ein zweiter Platz in Peking. Das schlechteste Ergebnis in diesem Winter hatte er jedoch bei den Weltmeisterschaften 2015 am Kreischberg mit Platz 19. Im Weltcupwinter 2015/16 kam er nicht über einen 11. Platz hinaus, in der Saison 2016/17 war er nicht am Start. Bei den russischen Meisterschaften konnte er hingegen 2015 und 2016 jeweils einen zweiten Platz erringen.
Ab August 2017 trat Krotow wieder bei Wettbewerben an, im Februar 2020 gelang ihm sein erster Sieg im Weltcup seit über acht Jahren. Bei den Weltmeisterschaften 2021 gewann er Bronze im Einzel und Gold mit der Mannschaft, kurz darauf folgte eine weitere Silbermedaille bei den russischen Meisterschaften. Sein bestes Olympiaergebnis war ein vierter Rang im Jahr 2018.
Pawel Krotow starb 30-jährig im März 2023 während des Schlafs an einer Hirnblutung.

## Erfolge

### Olympische Spiele
- Sotschi 2014: 10. Aerials
- Pyeongchang 2018: 4. Aerials

### Weltmeisterschaften
- Deer Valley 2011: 18. Aerials
- Kreischberg 2015: 19. Aerials
- Deer Valley 2019: 4. Aerials

### Weltcupwertungen
| Saison  | Gesamt | Gesamt | Aerials | Aerials |
| Saison  | Platz  | Punkte | Platz   | Punkte  |
| ------- | ------ | ------ | ------- | ------- |
| 2010/11 | 191.   | 1      | 40.     | 8       |
| 2011/12 | 32.    | 24     | 12.     | 243     |
| 2012/13 | 313.   | 0      | 48.     | 2       |
| 2013/14 | 27.    | 30     | 8.      | 152     |
| 2014/15 | 14.    | 36     | 5.      | 252     |
| 2015/16 | 79.    | 17,17  | 22.     | 103     |
| 2017/18 | 78.    | 18,17  | 16.     | 109     |
| 2018/19 | 87.    | 15,40  | 17.     | 77      |
| 2019/20 | 12.    | 47,71  | 2.      | 334     |

### Weltcupsiege
Krotow errang im Weltcup 6 Podestplätze, davon 2 Siege:
| Datum            | Ort          | Land     |
| ---------------- | ------------ | -------- |
| 15. Januar 2012  | Mont Gabriel | Kanada   |
| 15. Februar 2020 | Moskau       | Russland |

### Weitere Erfolge
- 1 russischer Meistertitel (2011)
- 3 Podestplätze im Europacup, davon 2 Siege